# Statua del Cristo Redentore (Ascoli Piceno)
La statua del Cristo Redentore, o  del Sacro Cuore di Gesù, è un’opera costruita con blocchi di travertino ed è collocata sulla collina del Sacro Cuore, modesta altura situata ad Ascoli Piceno, nella parte nord. È alta complessivamente 12 metri.

## Storia e descrizione
È stata inaugurata il 18 maggio dell'anno 1954, giorno in cui si celebra la ricorrenza del Sacro Cuore e data in cui ricorreva anche il decimo anniversario della ritirata dei soldati tedeschi dalla città Ascoli Piceno.
L'opera rappresenta il Cristo, rivolto verso la città, con le braccia aperte in segno di benevola protezione. La statua è stata realizzata come testimonianza per sciogliere il voto religioso che i cittadini avevano rivolto a Gesù affinché durante gli anni della seconda guerra mondiale la città fosse preservata da danni e distruzioni.
La scultura è stata ricavata da massi di travertino provenienti dal vicino borgo di Castel Trosino. È alta 12 metri, dei quali: 7 m di basamento e 5 m di statua, ottenuta dalla sovrapposizione di tre blocchi di pietra. La figura dell'effigie del Cristo è stata eseguita dello scultore ascolano Antonio Mancini. Il basamento, disegnato dall'architetto Vincenzo Pilotti, è stato realizzato dalla locale cooperativa CALTEM e presenta sul lato frontale la scritta latina Tibi Servator divine Honos et Gloria, con lettere in travertino.
Nel corso del tempo il monumento è stato colpito e lesionato due volte dalla caduta di fulmini. Il primo lo investì nell'anno 1965 e procurò danni leggeri, successivamente sistemati sul posto con opera di restauro dallo stesso esecutore. Il secondo vi cadde il 15 agosto 1990 e, compromettendone la stabilità, rese necessaria la rimozione della statua. Il monumento è stato sottoposto ad un importante e costoso restauro conservativo che ne ha permesso la ricollocazione nella sua sede.

Nel 2023 la scultura e gli spazi adiacenti sono stati sottoposti a interventi di restauro e riqualificazione.